# Hamburg-Ochsenwerder
Ochsenwerder ist ein Hamburger Stadtteil im Bezirk Bergedorf und Teil der Marschlande.

## Etymologie
1142 wurde der Begriff Avenberg, ein Teil Ochsenwerders, erstmals erwähnt. 1254 wird Oswerthere erstmals bei der Erhebung des Zehnten an das Heiligen Geist-Hospital urkundlich erwähnt.

## Geographie
Ochsenwerder liegt in der feuchten Marsch unmittelbar an der Elbe im Südosten Hamburgs. Der Fluss bildet in seiner Mitte die Grenze zum Bundesland Niedersachsen.

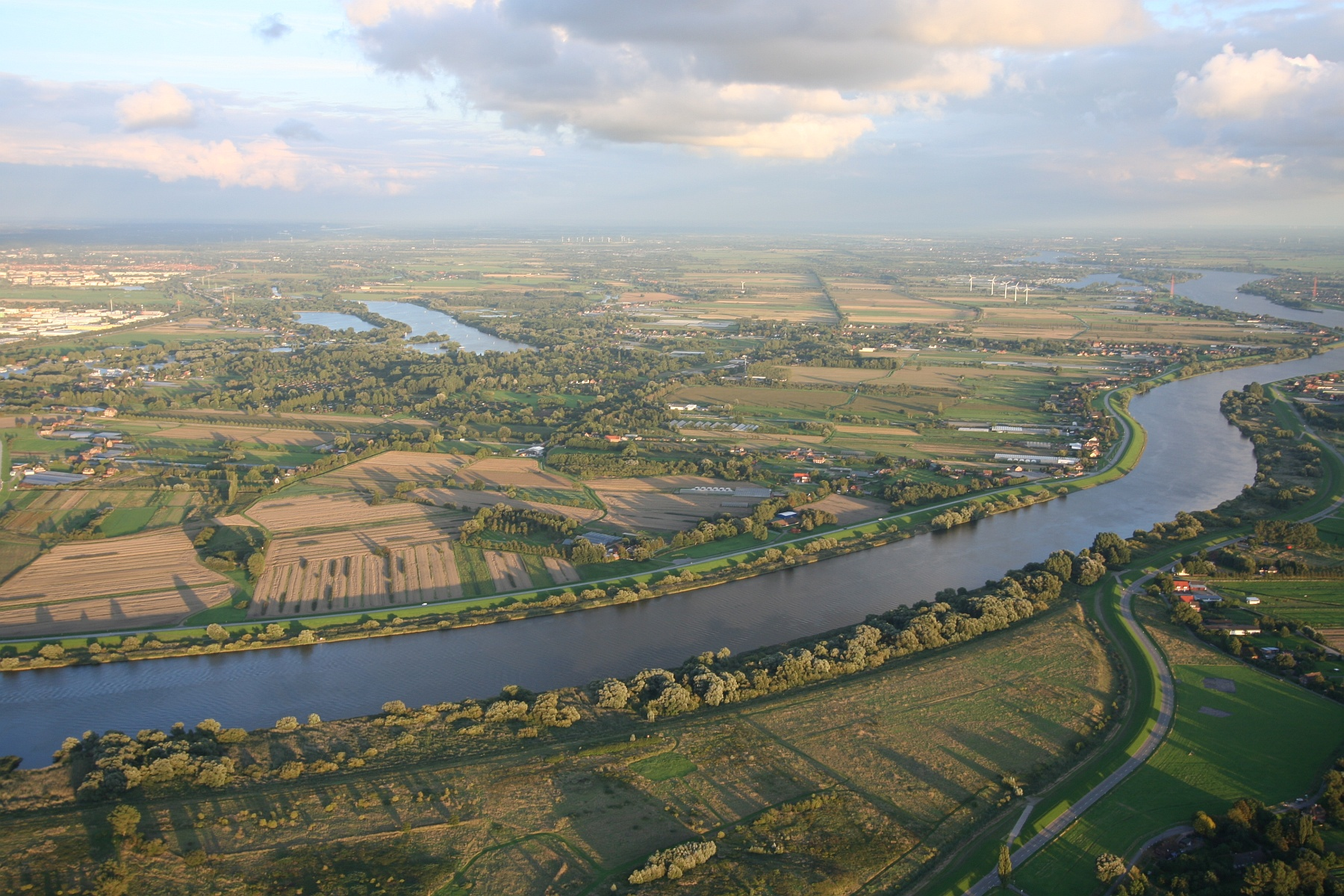
Ochsenwerder, von Moorwerder aus gesehen
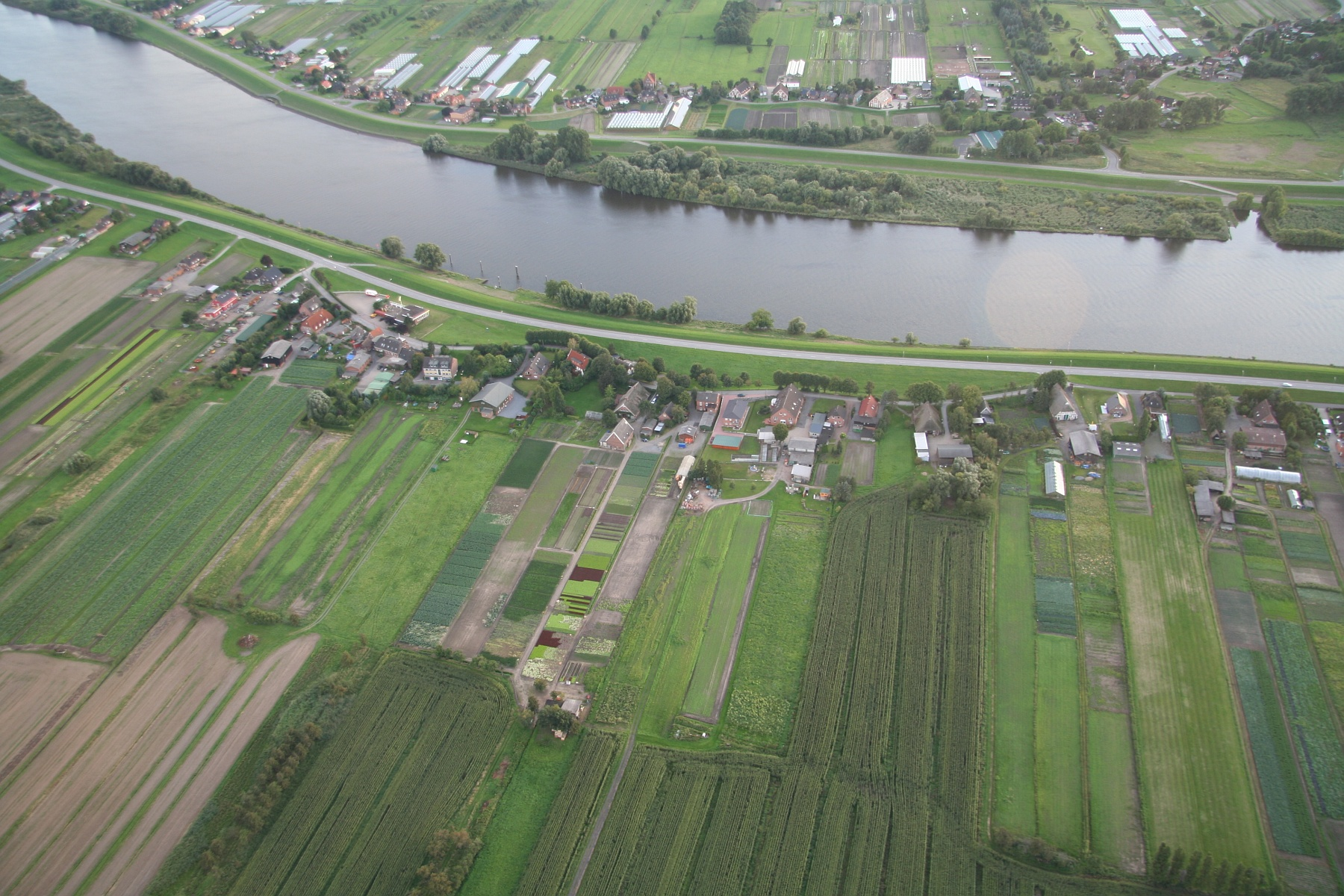
Ochsenwerder Elbdeich, Gauerter Hauptdeich – im Hintergrund Moorwerder
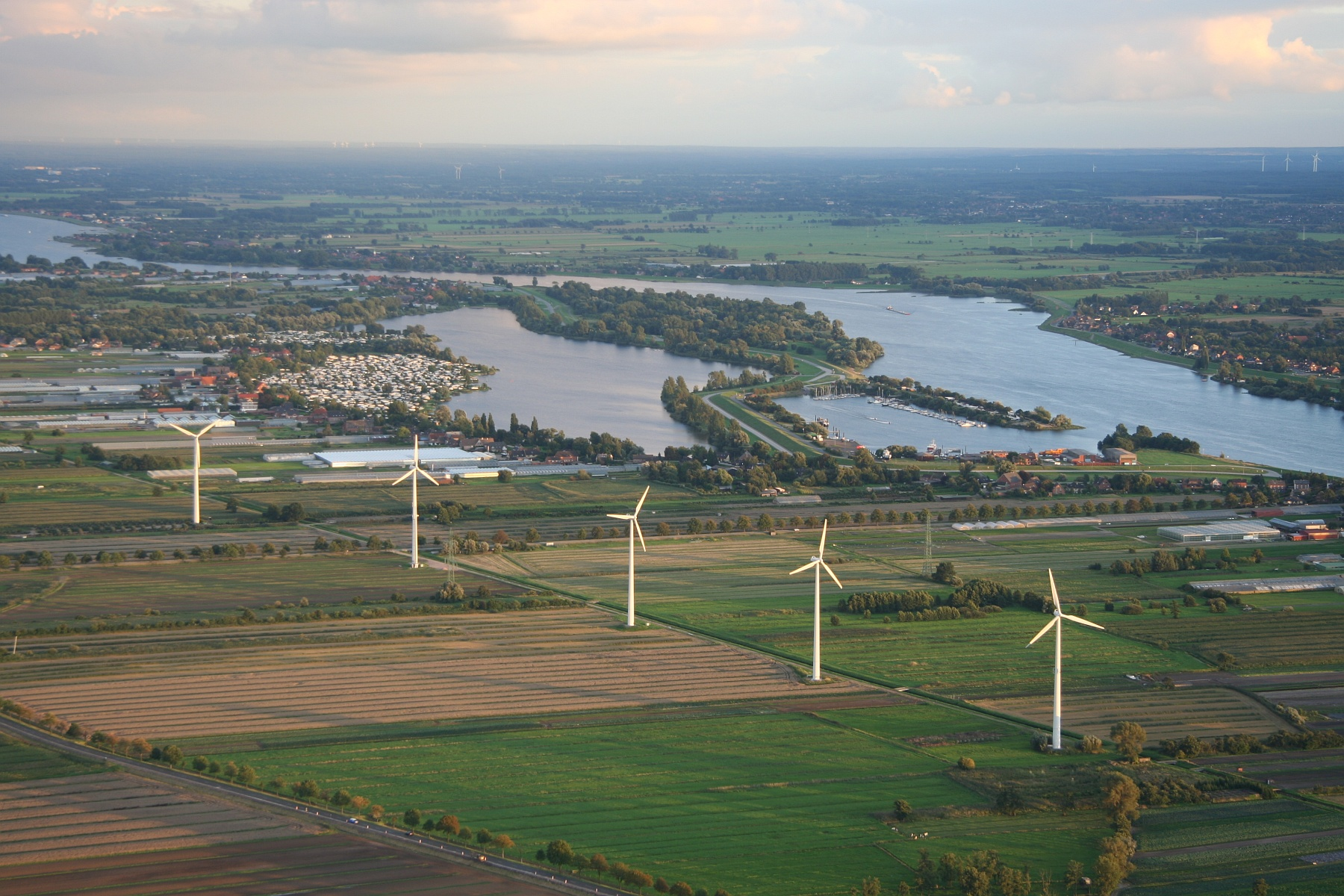
Hohendeicher See, Oortkaten

## Geschichte

Ochsenwärder um 1400

Ochsenwärderinnen 1847

Die Besiedelung des Gebiets begann in der Mitte des 12. Jahrhunderts. Die Eindeichung und Kultivierung Ochsenwerders ist ab 1231 belegt. Im darauf folgenden Jahrhundert brachten Hamburger Teile Ochsenwerders in ihren Besitz. Mindestens seit 1333 gehören die Gebiete Spadenland, Tatenberg sowie Moorwerder und Stillhorn zum Ochsenwerder Kirchspiel. Die Stadt Hamburg kaufte am 23. April 1395 Ochsenwerder dem Grafen von Holstein ab, um in ihrem Interesse die Elbschifffahrt zu sichern. 1686 war Ochsenwerder den braunschweig-lüneburgischen Truppen ausgesetzt, die brandschatzten und plünderten. Erneut zu Beginn des 19. Jahrhunderts kam es im Rahmen der Befreiungskriege gegen Napoleon zu Soldatendurchzügen.

## Statistik
(Quelle: )
- Anteil der unter 18-Jährigen: 20,3 % [Hamburger Durchschnitt: 16,8 % (2023)]
- Anteil der über 64-Jährigen: 17,3 % [Hamburger Durchschnitt: 17,8 % (2023)]
- Ausländeranteil: 7,4 % [Hamburger Durchschnitt: 20,7 % (2023)]
- Arbeitslosenquote: 3,1 % [Hamburger Durchschnitt: 6,2 % (2023)]

Das durchschnittliche Einkommen je Steuerpflichtigen beträgt in Ochsenwerder 52.826 Euro jährlich (2020), der Hamburger Gesamtdurchschnitt liegt bei 48.035 Euro.

## Wirtschaft
Die Wirtschaft ist trotz der Lage innerhalb eines Stadtstaates bis heute landwirtschaftlich geprägt. Ochsenwerder gilt als traditionelles Gemüse-, Stauden- und Schnittblumen-Anbaugebiet zur Versorgung der Metropolregion. Immer mehr Betriebe stellen auf Bioproduktion um.
Die touristische Entwicklung vollzieht sich aus eigener Kraft und wird durch die gut ausgebaute Infrastruktur für Radfahrer und Inline-Skater geprägt. Es bestehen Ab-Hof-Verkaufsstellen und gastronomische Einrichtungen.

## Politik
Für die Wahl zur Hamburgischen Bürgerschaft gehört Ochsenwerder zum Wahlkreis Bergedorf. Die letzten Bürgerschaftswahlen brachten folgende Ergebnisse:
| Bürgerschaftswahl | CDU    | SPD    | AfD    | Grüne 1) | Linke 2) | FDP    | Übrige    |
| ----------------- | ------ | ------ | ------ | -------- | -------- | ------ | --------- |
| 2025              | 33,9 % | 31,1 % | 11,4 % | 10,4 %   | 06,3 %   | 01,6 % | 05,3 %    |
| 2020              | 19,2 % | 36,6 % | 10,0 % | 15,4 %   | 05,4 %   | 05,9 % | 07,5 %    |
| 2015              | 23,2 % | 46,4 % | 08,5 % | 06,0 %   | 04,3 %   | 07,6 % | 04,0 %    |
| 2011              | 34,7 % | 42,2 % | –      | 08,7 %   | 03,1 %   | 07,1 % | 04,2 %    |
| 2008              | 64,4 % | 20,1 % | –      | 04,4 %   | 02,9 %   | 04,4 % | 03,8 %    |
| 2004              | 67,3 % | 19,3 % | –      | 06,4 %   | –        | 03,0 % | 04,0 %    |
| 2001              | 36,9 % | 25,4 % | –      | 04,1 %   | 00,4 %   | 05,0 % | 28,2 % 3) |
| 1997              | 46,7 % | 26,8 % | –      | 09,7 %   | 00,1 %   | 03,0 % | 13,7 %    |
| 1993              | 43,8 % | 30,5 % | –      | 08,2 %   | –        | 04,3 % | 13,2 % 4) |

Bei der Bezirksversammlungswahl gehört der Stadtteil zum Wahlkreis Vierlande II / Marschlande. Bei Bundestagswahlen zählt Ochsenwerder zum Bundestagswahlkreis Hamburg-Bergedorf – Harburg.
Bei der Bundestagswahl 2025 wurde in Ochsenwerder – bei 2.192 Wahlberechtigten und einer Wahlbeteiligung von 89,0 % – folgendes Ergebnis erzielt:
| Jahr | CDU    | SPD    | AfD    | Grüne  | FDP    | Linke  | Übrige |
| ---- | ------ | ------ | ------ | ------ | ------ | ------ | ------ |
| 2025 | 34,5 % | 19,1 % | 15,4 % | 11,5 % | 04,8 % | 08,1 % | 06,6 % |
| 2021 | 28,4 % | 27,0 % | 10,6 % | 12,7 % | 12,0 % | 04,2 % | 5,9 %  |

## Bauwerke

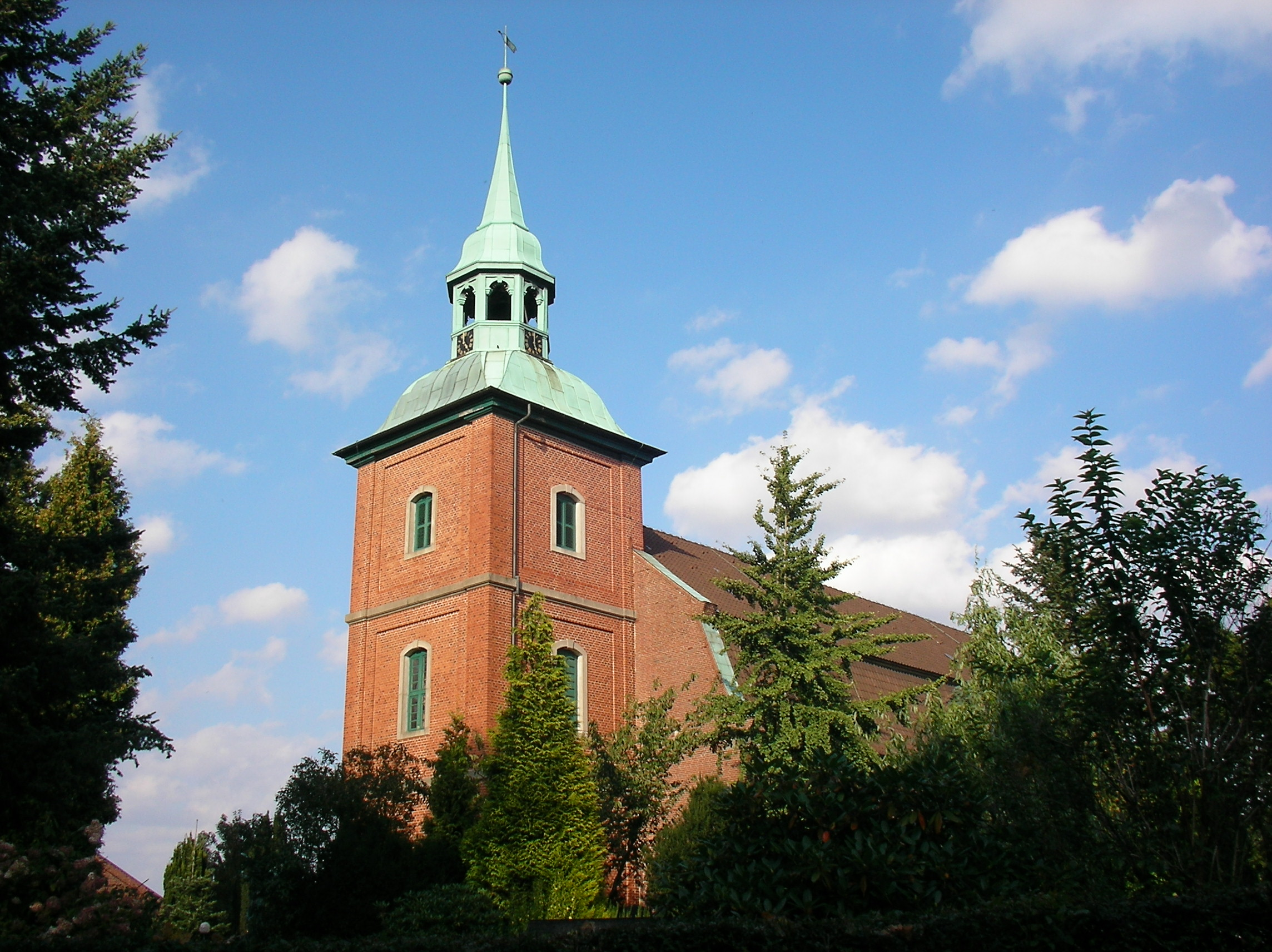
St.-Pankratius-Kirche von 1673/74
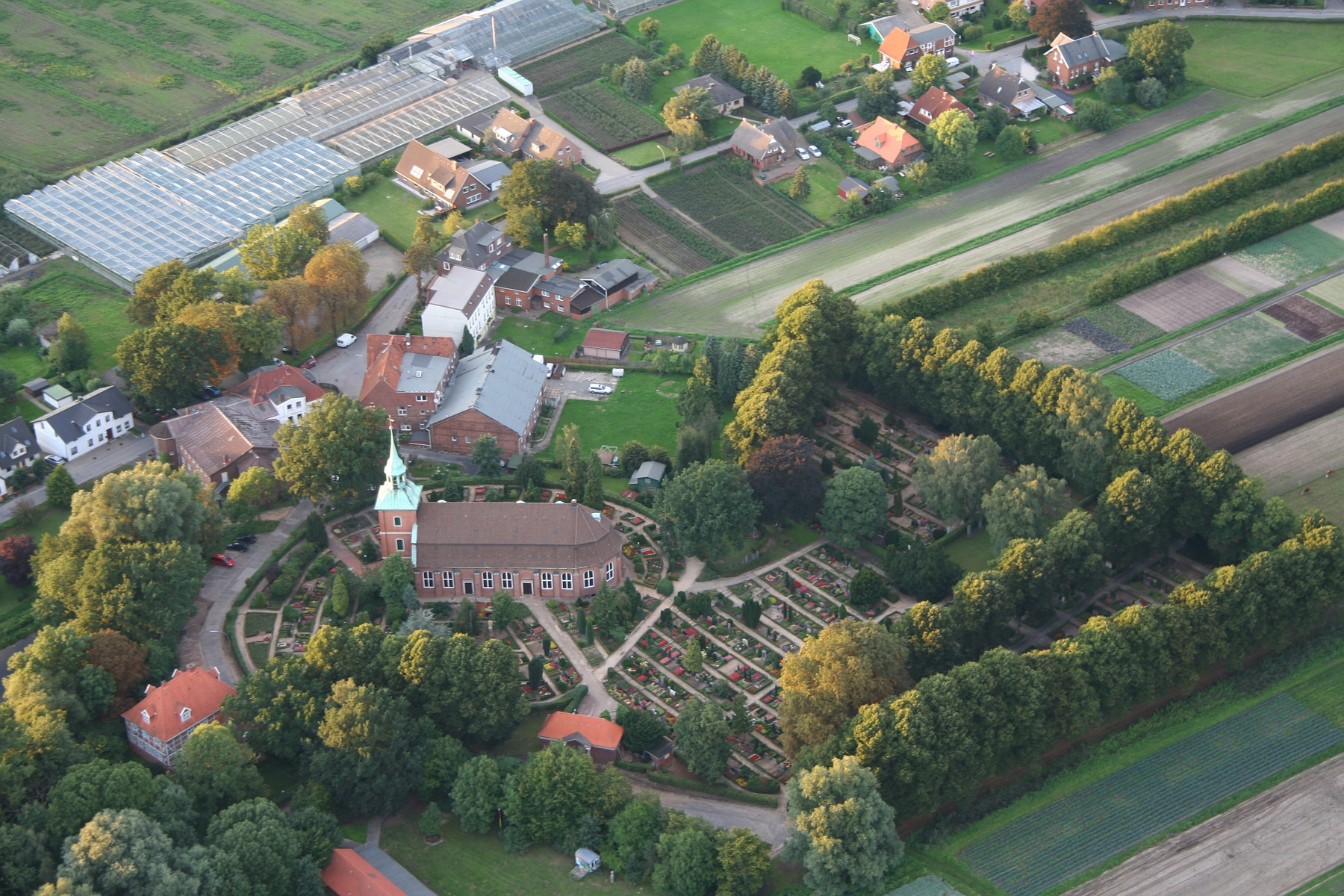
St.-Pankratius-Kirche, Luftaufnahme
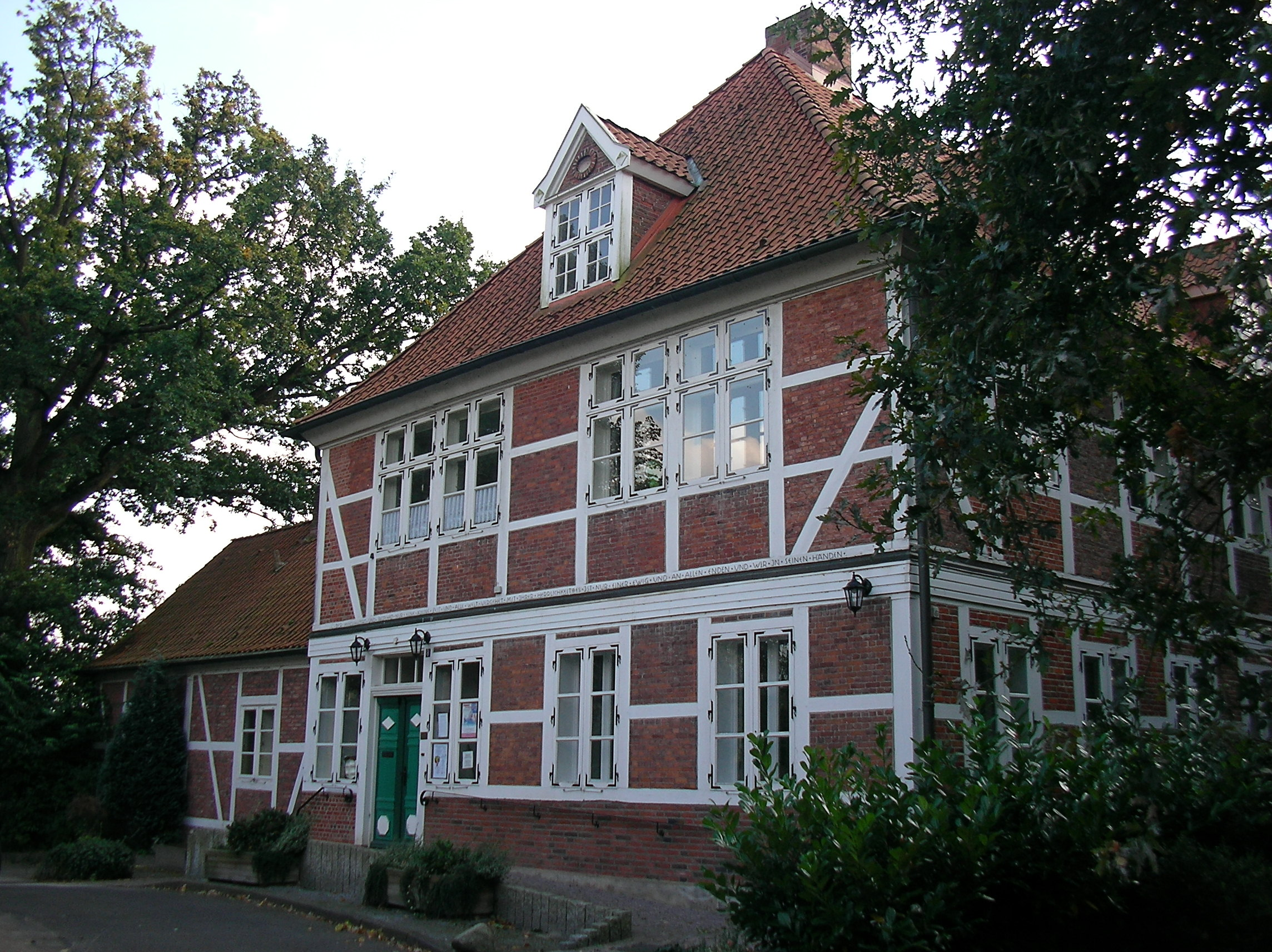
Pastorat von 1634/1742

## Persönlichkeiten

### In Ochsenwerder geboren
- Henning Claus Christoffer Heuck (1798–1864), Mechaniker und Glockengießer
- Hermann Schacht (1814–1864), Botaniker
- Ludwig Heitmann (1880–1953), evangelisch-lutherischer Pastor
- Fritz Heitmann (1891–1953), Organist

### Mit Ochsenwerder verbunden
- Abelke Bleken († 1583), war Bäuerin, wurde aufgrund des Vorwurfs der Hexerei verbrannt
- Hein Baxmann (um 1580–1647), Holzbildhauer, schnitzte den Altar der St.-Pankratius-Kirche
- Nicolaus Wilckens (1649–1725), war Landherr von Bill- und Ochsenwerder
- Joachim Rentzel (1694–1768), war Landherr von Bill- und Ochsenwerder
- Johann Diederich Cordes (1730–1813), war Landherr von Bill- und Ochsenwerder
- Wilhelm Amsinck (1752–1831), war Landherr von Bill- und Ochsenwerder
- Christian Wilhelm Petersen (1811–1886), war Hofbesitzer und Landvogt in Ochsenwerder
- Heinrich Schumann (1869–1940), war Lehrer in Ochsenwerder
- Adolf Mühlhan (1886–1956), Maler und Grafiker, lebte in Ochsenwerder